# Авсєєнко Наталія Анатоліївна
Авсєєнко Наталія Анатоліївна (нар. 13 лютого 1975) — російська фридайверка, чемпіонка світу в командному заліку 2006 і 2008 років.

## Біографія
Кандидат культурології, тема кандидатської дисертації — «Американська традиція на російському телебаченні» (МДУ). Доцент кафедри міжкультурної комунікації факультету іноземних мов МДУ. В наш час[коли?] очолює школу фридайвінг «FSNA».
Фридайвінгом займається з квітня 2004 р. спочатку під керівництвом Наталії Молчанової, а потім самостійно. Зануренням на глибину займалася з Лотто Еріксон та Ліндою Паганеллі. Чемпіонка світу з фридайвінгу в командному заліку (2006, 2008), рекордсменка світу (пірнання з постійною вагою без ласт, 57 метрів, Багами, 2008).
На сьогоднішній день входить у п'ятірку найсильніших спортсменок за всю історію фридайвінг в дисциплінах: статика, динаміка в ластах, постійна вага, постійна вага без ласт. Сертифікований інструктор AIDA, майстер-інструктор, натхненник школи по фридайвінгу «FSNA». Організатор змагань Moscow Winter Dynamic Contest і Moscow Static Contest.

## Найкращі результати
- Чемпіонка світу з фридайвінгу (2006).
- Чемпіонка світу з фридайвінгу (2008).
- Рекордсменка світу (2008).
- Чемпіонка світу з фридайвінгу на VI (командному) чемпіонаті світу (разом з Н.Молчановою і О.Суряковою) в Шарм-ель-Шейх (2008)
- Статика — 7 хв. 31 сек.
- Динаміка без ласт — 150 м.
- Динаміка в ластах — 180 м.
- Вільне занурення — 78 м.
- Постійна вага — 82 м.
- Постійна вага без ласт — 57 м.